# 더 쇼
《더 쇼》는 매주 화요일 SBS funE에서 방송되고 있는 음악 프로그램이다.

## 역대 MC

### 공식 MC
| 역대 | 진행자                                             | 진행 기간                           |
| ---- | -------------------------------------------------- | ----------------------------------- |
| 1대  | 루나, 전효성                                       | 2011년 4월 15일 ~ 2011년 9월 30일   |
| 2대  | 힘찬, 혜리                                         | 2011년 10월 7일 ~ 2011년 12월 16일  |
| 3대  | 이민혁 & 육성재 (비투비)                           | 2012년 3월 23일 ~ 2012년 10월 19일  |
| 4대  | 지코 & 피오 (블락비)                               | 2012년 10월 25일 ~ 2012년 12월 21일 |
| 5대  | 박규리 & 한승연 (카라)                             | 2013년 10월 8일 ~ 2014년 5월 27일   |
| 6대  | 지연 (티아라), 혜리                                | 2014년 6월 3일 ~ 2014년 9월 23일    |
| 7대  | 지연 (티아라), 조미 (슈퍼주니어-M), 혜리           | 2014년 10월 28일 ~ 2014년 12월 16일 |
| 8대  | 지연 (티아라), 조미 (슈퍼주니어-M)                 | 2015년 1월 6일 ~ 2015년 12월 8일    |
| 9대  | 지연 (티아라), 조미 (슈퍼주니어-M), 이홍빈         | 2015년 3월 3일 ~ 2016년 9월 5일     |
| 10대 | 조미 (슈퍼주니어-M), 예린 (여자친구)               | 2016년 2월 2일 ~ 2016년 9월 6일     |
| 11대 | 김우석, 전소미                                     | 2016년 9월 7일 ~ 2017년 4월 18일    |
| 12대 | 연우, 정화 (EXID), 피오 (블락비)                   | 2017년 4월 19일 ~ 2017년 10월 10일  |
| 13대 | 영재, 주이, 호현                                   | 2017년 10월 11일 ~ 2018년 5월 8일   |
| 14대 | 용국, 제노 (NCT), 장예은                           | 2018년 5월 9일 ~ 2018년 10월 23일   |
| 15대 | 제노 (NCT), 장예은                                 | 2018년 11월 13일 ~ 2019년 11월 26일 |
| 16대 | 주연 (더보이즈), 시현 (에버글로우), 김민규         | 2020년 2월 11일 ~ 2021년 2월 2일    |
| 17대 | 김요한 (위아이), 지한 (위클리), 여상 (에이티즈)    | 2021년 3월 2일 ~ 2021년 12월 14일   |
| 18대 | 김채현 (Kep1er), 강민희 (CRAVITY), 여상 (에이티즈) | 2022년 1월 25일 ~ 2023년 3월 14일   |
| 19대 | 샤오쥔 (WayV), 형섭 (템페스트), 여상 (에이티즈)    | 2023년 3월 28일 ~ 2024년 3월 5일    |
| 20대 | 샤오쥔 (WayV), 형준 (CRAVITY), 나나 (유니스)       | 2024년 3월 19일 ~ 2024년 12월 3일   |
| 21대 | 샤오쥔 (WayV), 형준 (CRAVITY), 정세비 (izna)       | 2025년 3월 4일 ~ 현재               |

### 스페셜 MC
| 진행자                                                  | 진행 기간                  |
| ------------------------------------------------------- | -------------------------- |
| 샤오쥔 (WayV), 여상 & 우영 (에이티즈)                   | 2024년 6월 4일             |
| 샤오쥔 (WayV), 나나 (유니스), 이정현 (이븐)             | 2024년 7월 2일             |
| 형준 (CRAVITY), 나나 (유니스), 양양 (WayV)              | 2024년 7월 9일             |
| 형준 (CRAVITY), 나나 & 임서원 (유니스)                  | 2024년 8월 20일 & 8월 27일 |
| 형준 (CRAVITY), 인탁 & 테오 (P1Harmony)                 | 2024년 9월 3일             |
| 나나 & 임서원 (유니스)                                  | 2024년 10월 15일           |
| 형준 (CRAVITY), 정세비 (izna), 유준 (xikers)            | 2025년 4월 15일            |
| 샤오쥔 (WayV), 정세비 (izna), 서경배 (CLOSE YOUR EYES)  | 2025년 8월 12일            |
| 형준 (CRAVITY), 정세비 (izna), 서경배 (CLOSE YOUR EYES) | 2025년 8월 19일            |

## 순위제
(시즌 4부터 순위제 실시) "더 쇼 Choice"를 뽑는다. 방송 당일에 출연한 가수들 중에서만 뽑기 때문에, 다른 음악방송의 1위와는 다르다.

#### 2014년
- 10월 28일 (1회) - 빅스 Error

11월
- 11월 4일 (2회) - 빅스 Error (2주 연속)
- 11월 11일 (3회) - 보이프렌드 Witch
- 11월 18일 (4회) - 조미 Rewind
- 11월 25일 (5회) - 효린 X 주영 지워

12월
- 12월 2일 (6회) - 에이핑크 LUV
- 12월 9일 (7회) - 에이핑크 LUV (2주 연속)
- 12월 16일 (8회) - 에이핑크 LUV (3주 연속)
- 12월 23일 (9회) - 미집계 (2014년 연말특집 방송)
- 12월 30일 (10회) - 미집계 (2014년 연말특집 방송)

#### 2015년
| 1월 - 1월 6일 - 미집계 (결방) - 1월 13일 (11회) - EXID 위아래 - 1월 20일 (12회) - 종현 데자-부 - 1월 27일 (13회) - 종현 데자-부 (2주 연속) 2월 - 2월 3일 (14회) - 인피니트H 예뻐 - 2월 10일 (15회) - 인피니트H 예뻐 (2주 연속) - 2월 17일 (16회) - 미집계 (설 특집으로 방송 됨) - 2월 24일 (17회) - 미집계 (하이라이트 방송) 3월 - 3월 3일 (18회) - 빅스 이별 공식 - 3월 10일 (19회) - 빅스 이별 공식 (2주 연속) - 3월 17일 (20회) - 빅스 이별 공식 (3주 연속) - 3월 24일 (21회) - 보이프렌드 BOUNCE - 3월 31일 (22회) - 레드벨벳 Ice Cream Cake 4월 - 4월 7일 (23회) - FT아일랜드 Pray - 4월 14일 (24회) - FT아일랜드 Pray (2주 연속) - 4월 21일 (25회) - EXID 아예 - 4월 28일 (26회) - EXO CALL ME BABY 5월 - 5월 5일 (27회) - 방탄소년단 I NEED U - 5월 12일 (28회) - 방탄소년단 I NEED U (2주 연속) - 5월 19일 (29회) - 김성규 Kontrol - 5월 26일 - UNIQ EOEO 6월 - 6월 2일 (30회) - 카라 CUPID - 6월 9일 (31회) - 샤이니 View - 6월 16일 (32회) - EXO LOVE ME RIGHT - 6월 23일 (33회) - 2PM 우리집 - 6월 30일 (34회) - 틴탑 아침부터 아침까지 | 7월 - 7월 7일 (35회) - AOA 심쿵해 - 7월 14일 (36회) - 소녀시대 PARTY - 7월 21일 (37회) - 인피니트 Bad - 7월 28일 (38회) - 인피니트 Bad (2주 연속) 8월 - 8월 4일 (39회) - 비스트 YeY (스페셜 에디션 특집) - 8월 11일 (40회) - 샤이니 Married to the Music (2015 썸머 K-POP 페스티벌) - 8월 18일 (41회) - B1A4 Sweet Girl (스페셜 에디션 특집) - 8월 25일 (42회) - 소녀시대 Lion Heart 9월 - 9월 1일 (43회) - 빅스 LR Beautiful Liar - 9월 8일 - 미집계 (결방) - 9월 15일 (44회) - 레드벨벳 Dumb Dumb - 9월 22일 (45회) - 씨엔블루 신데렐라 - 9월 29일 (46회) - 씨엔블루 신데렐라 (2주 연속) 10월 - 10월 6일 (47회) - GOT7 니가 하면 - 10월 13일 (48회) - GOT7 니가 하면 (2주 연속) - 10월 20일 (49회) - GOT7 니가 하면 (3주 연속) - 10월 27일 (50회) - 김동완 나는 괜찮아 (I'm Fine) 11월 - 11월 3일 (51회) - 미집계 (2015 아시아 문화 축제) - 11월 10일 (52회) - f(x) 4 Walls - 11월 17일 (53회) - 빅스 사슬 - 11월 24일 (54회) - 이홍기 눈치없이 12월 - 12월 1일 (55회) - B.A.P Young, Wild & Free - 12월 8일 (56회) - 방탄소년단 Run (2015년 마지막 생방송) |

#### 2016년
| 1월 - 1월 26일 (57회) - 틴탑 사각지대 2월 - 2월 2일 (58회) - 여자친구 시간을 달려서 - 2월 9일 - 미집계 (결방) (설 특집으로 방송 됨) - 2월 16일 (59회) - 여자친구 시간을 달려서 (3주 연속) - 2월 23일 (60회) - SS301 PAIN 3월 - 3월 1일 (61회) - 태민 Press Your Number - 3월 8일 (62회) - B.A.P Feel So Good - 3월 15일 (63회) - 마마무 넌 is 뭔들 - 3월 22일 (64회) - 레드벨벳 7월 7일 - 3월 29일 (65회) - GOT7 Fly 4월 - 4월 5일 (66회) - GOT7 Fly (2주 연속) - 4월 12일 (67회) - 씨엔블루 이렇게 예뻤나 - 4월 19일 (68회) - 씨엔블루 이렇게 예뻤나 (2주 연속) - 4월 26일 (69회) - 빅스 다이너마이트 5월 - 5월 3일 (70회) - 빅스 다이너마이트 (2주 연속) - 5월 10일 (71회) - 빅스 다이너마이트 (3주 연속) - 5월 17일 (72회) - 티파니 I Just Wanna Dance - 5월 24일 (73회) - AOA Good Luck - 5월 31일 (74회) - 종현 좋아 6월 - 6월 7일 - 결방 (더 쇼 시즌5 하이라이트 대체) - 6월 14일 (75회) - EXID L.I.E - 6월 21일 (76회) - EXO Monster (더 쇼 수원 K-pop 슈퍼 콘서트로 대체) - 6월 28일 (77회) - 씨스타 I Like That (더 쇼 수원 K-pop 슈퍼 콘서트로 대체) | 7월 - 7월 5일 (78회) - EXID L.I.E (2주 연속) - 7월 12일 (79회) - 원더걸스 Why So Lonely - 7월 19일 (80회) - 여자친구 너 그리고 나(나빌레라) - 7월 26일 (81회) - FT아일랜드 Take Me Now 8월 - 8월 2일 (82회) - 여자친구 너 그리고 나(나빌레라) (통산 2주) - 8월 9일 (83회) - 여자친구 너 그리고 나(나빌레라) (2주 연속, 통산 3주) - 8월 16일 (84회) - I.O.I Whatta Man (Good Man) - 8월 23일 (85회) - VIXX Fantasy - 8월 30일 (86회) - I.O.I Whatta Man (Good Man) (통산 2주) 9월 - 9월 6일 (87회) - VIXX Fantasy (통산 2주) - 9월 13일 (88회) - 레드벨벳 러시안 룰렛(Russian Roulette) - 9월 20일 (89회) - 레드벨벳 러시안 룰렛(Russian Roulette) (2주 연속) - 9월 27일 - 결방 10월 - 10월 4일 - 결방 - 10월 11일 (90회) - 샤이니 1 Of 1 - 10월 18일 (91회) - GOT7 하드캐리 - 10월 25일 (92회) - 방탄소년단 피 땀 눈물 11월 - 11월 1일 (93회) - 트와이스 TT - 11월 8일 (94회) - VIXX The Closer - 11월 15일 (95회) - EXO-CBX Hey Mama! - 11월 22일 (96회) - B.A.P Skydive - 11월 29일 (97회) - 마마무 데칼코마니 12월 - 12월 6일 (98회) - B1A4 거짓말이야 |

#### 2017년
| 2월 - 2월 7일 (99회) - 레드벨벳 Rookie - 2월 14일 (100회 특집) - NCT DREAM 마지막 첫사랑 - 2월 21일 (101회) - NCT DREAM 마지막 첫사랑 (2주 연속) - 2월 28일 (102회) - NCT DREAM 마지막 첫사랑 (3주 연속) 3월 - 3월 7일 (103회) - 트와이스 Knock Knock - 3월 14일 (104회) - 여자친구 Fingertip - 3월 21일 (105회) - GOT7 Never Ever - 3월 28일 (106회) - 하이라이트 얼굴 찌푸리지 말아요 4월 - 4월 4일 (107회) - 걸스데이 I'll Be Yours - 4월 11일 (108회) - 여자친구 Fingertip (통산 2주) - 4월 18일 (109회) - 정은지 너란 봄 - 4월 25일 (110회) - EXID 낮보다는 밤 5월 - 5월 2일 (111회) - EXID 낮보다는 밤 (2주 연속) - 5월 9일 - 결 방 - 5월 16일 (112회) - 러블리즈 지금, 우리 - 5월 23일 (113회) - 빅스 도원경 - 5월 30일 (114회) - 세븐틴 울고 싶지 않아 6월 - 6월 6일 - 결방 - 6월 13일 (115회) - 세븐틴 울고 싶지 않아 (2주 연속) - 6월 20일 (116회) - 티아라 내 이름은 - 6월 27일 (117회) - 마마무 나로 말할 것 같으면 | 7월 - 7월 4일 (118회) - 에이핑크 Five - 7월 11일 (119회) - 에이핑크 Five (2주 연속) - 7월 18일 (120회) - 레드벨벳 빨간 맛 (상반기 결산 특집방송) - 7월 25일 (121회) - 미집계 보령 머드 특집 (녹화 방송) 8월 - 8월 1일 (122회) - 미집계 경남 진주 충무공동 진주종합경기장 SBS MTV ‘더쇼’ 여름특집 2탄 방송 - 8월 8일 (123회) - 여자친구 귀를 기울이면 - 8월 15일 - 결방 - 8월 22일 (124회) - Wanna One 에너제틱 (Energetic) - 8월 29일 (125회) - Wanna One 에너제틱 (Energetic) (2주 연속) 9월 - 9월 5일 - 결방 - 9월 12일 - 결방 - 9월 19일 (126회) - 여자친구 여름비 - 9월 26일 (127회) - 방탄소년단 DNA 10월 - 10월 3일 - 방탄소년단 DNA (결방) - 10월 10일 - 방탄소년단 DNA (결방) - 10월 17일 (128회) - 볼빨간사춘기 썸 탈꺼야 - 10월 24일 (129회) - 하이라이트 어쩔 수 없지 뭐 - 10월 31일 (130회) - 미집계 BOF 폐막식 11월 - 11월 7일 (131회) - 미집계 BOF 레전드 스테이지 힙합 - 11월 14일 (132회) - 몬스타엑스 Dramarama - 11월 21일 (133회) - EXID 덜덜덜 - 11월 28일 (134회) - 러블리즈 종소리 12월 - 12월 26일 (135회) - 제주도 특집 방송함. |  |

#### 2018년
| 1월 - 1월 23일 (136회) - 오마이걸 비밀정원 - 1월 30일 - 결 방 2월 - 2월 6일 (137회) - 모모랜드 뿜뿜 - 2월 13일 - 결 방 - 2월 20일 - 결 방 - 2월 27일 (138회) - 양요섭 네가 없는 곳 3월 - 3월 6일 (139회) - 김성규 True Love - 3월 13일 (140회) - 마마무 별이 빛나는 밤 - 3월 20일 (141회) - 마마무 별이 빛나는 밤 (2주 연속) - 3월 27일 (142회) - NCT 127 Touch 4월 - 4월 3일 (143회) - Wanna One BOOMERANG (부메랑) - 4월 10일 (144회) - EXID 내일해 - 4월 17일 (145회) - 몬스타엑스 Jealousy - 4월 24일 (146회) - VIZZ 향 5월 - 5월 1일 (147회) - 러블리즈 그날의 너 - 5월 8일 (148회) - 여자친구 밤 - 5월 15일 - 결방 - 5월 22일 (149회) - (여자)아이들 LATATA - 5월 29일 (150회) - (여자)아이들 LATATA (2주 연속) 6월 - 6월 5일 (151회) - 샤이니 데리러 가 (Good Evening) - 6월 12일 (152회) - Wanna One 켜줘 - 6월 19일 - 결 방 - 6월 26일 (153회) - 김동한 SUNSET | 7월 - 7월 3일 (154회) - 비투비 너 없인 안 된다 - 7월 10일 (155회) - 에이핑크 1도 없어 - 7월 17일 (156회) - 에이핑크 1도 없어 (2주 연속) - 7월 24일 (157회) - 마마무 너나 해 - 7월 31일 - 결방 8월 - 8월 7일 (158회) - 레오 Touch & Sketch - 8월 14일 (159회) - 다이아 Woo Woo - 8월 21일 (160회) - 레드벨벳 Power Up - 8월 28일 - 결방 9월 - 9월 4일 (161회) - (여자)아이들 한 - 9월 11일 (162회) - 남우현 너만 괜찮다면 - 9월 18일 (163회) - 오마이걸 불꽃놀이 - 9월 25일 (164회) - GOT7 Lullaby THE SHOW 평화 콘서트 철원 특집 방송 (녹화 방송) 10월 - 10월 2일 (165회) - 우주소녀 부탁해 - 10월 9일 (166회) - 소유 까만밤 (THE SHOW 평화 콘서트 화천 특집 방송) - 10월 16일 (167회) - NCT 127 Regular - 10월 23일 (168회) - NCT 127 Regular (2주 연속) (THE SHOW 평화 콘서트 인제 특집 방송) - 10월 30일 (169회) - 몬스타엑스 Shoot Out 11월 - 11월 6일 - 결 방 - 11월 13일 (170회) - IZ*ONE 라비앙로즈 - 11월 20일 (171회) - IZ*ONE 라비앙로즈 (2주 연속) - 11월 27일 (172회) - Wanna One 봄바람 12월 - 12월 4일 (173회) - Wanna One 봄바람 (2주 연속) |  |

### 2019년
| 1월 - 1월 22일 (174회) - 여자친구 해야 - 1월 29일 (175회) - 아스트로 All Night 2월 - 2월 5일 - 결 방 - 2월 12일 (176회) - CLC NO - 2월 19일 (177회) - CLC NO (2주 연속) - 2월 26일 (178회) - 몬스타엑스 Alligator 3월 - 3월 5일 (179회) - 엔플라잉 옥탑방 - 3월 12일 (180회) - TOMORROW X TOGETHER 어느날 머리에서 뿔리 자랐다 - 3월 19일 (181회) - 마마무 고고베베 - 3월 26일 (182회) - 모모랜드 I'm So Hot 4월 - 4월 2일 (183회) - 모모랜드 I'm So Hot (2주 연속) - 4월 9일 (184회) - IZ*ONE 비올레타 - 4월 16일 (185회) - IZ*ONE 비올레타 (2주 연속) - 4월 23일 (186회) - 슈퍼주니어-D&E 땡겨 - 4월 30일 - 결방 5월 - 5월 7일 (187회) - 더보이즈 Bloom Bloom - 5월 14일 (188회) - 오마이걸 다섯 번째 계절 (SSFWL) - 5월 21일 - 결방 - 5월 28일 (189회) - 김재환 안녕하세요 6월 - 6월 4일 (190회) - AB6IX BREATHE - 6월 11일 (191회) - 우주소녀 Boogie Up - 6월 18일 (192회) - 우주소녀 Boogie Up (2주 연속) - 6월 25일 (193회) - ATEEZ WAVE | 7월 - 7월 2일 (194회) - (여자)아이들 Uh-Oh - 7월 9일 (195회) - 여자친구 열대야 - 7월 16일 (196회) - 하성운 Blue - 7월 23일 - 결방 - 7월 30일 (197회) - CIX Movie Star 8월 - 8월 6일 (198회) - NCT DREAM Boom - 8월 13일 (199회) - 오마이걸 BUNGEE (Fall in Love) - 8월 20일 (200회 특집) - NCT DREAM Boom (통산 2주) - 8월 27일 (201회) - 레드벨벳 음파음파 9월 - 9월 3일 (202회) - X1 FLASH - 9월 10일 (203회) - X1 FLASH (2주 연속) - 9월 17일 - 결방 - 9월 24일 (204회) - 에버글로우 Adios 10월 - 10월 1일 (205회) - 미집계 (결방) - 10월 8일 (206회) - 정세운 비가 온대 그날처럼 - 10월 15일 (207회) - AB6IX Blind For Love - 10월 22일 (208회) - AB6IX Blind For Love (2주 연속) - 10월 29일 (209회) - TOMORROW X TOGETHER 9와 4분의 3 승강장에서 너를 기다려 11월 - 11월 5일 (210회) - 몬스타엑스 FOLLOW - 11월 12일 (211회) - 빅톤 그리운 밤 - 11월 19일 - 결방 - 11월 26일 (212회) - 우주소녀 이루리 12월 - 12월 3일 (213회) - 강다니엘 TOUCHIN |

### 2020년
| 2월 - 2월 11일 (214회) - 여자친구 교차로 - 2월 18일 (215회) - 여자친구 교차로 (2주 연속) - 2월 25일 (216회) - IZ*ONE FIESTA 3월 - 3월 3일 (217회) - IZ*ONE FIESTA (2주 연속) - 3월 10일 - 결방 - 3월 17일 (218회) - 빅톤 Howling - 3월 24일 (219회) - 세정 화분 - 3월 31일 (220회) - 강다니엘 2U 4월 - 4월 7일 - 결방 - 4월 14일 - 결방 - 4월 21일 (221회) - 에이핑크 덤더럼 - 4월 28일 (222회) - 솔라 뱉어 (Spit it out) 5월 - 5월 5일 (223회) - 오마이걸 살짝 설렜어 - 5월 12일 (224회) - 오마이걸 살짝 설렜어 (2주 연속) - 5월 19일 - 결방 - 5월 26일 (225회) - 투모로우바이투게더 세계가 불타버린 밤, 우린... 6월 - 6월 2일 (226회) - 몬스타엑스 FANTASIA - 6월 9일 (227회) - 빅톤 Mayday - 6월 16일 (228회) - 우주소녀 Butterfly - 6월 23일 (229회) - IZ*ONE 환상동화 - 6월 30일 (230회) - IZ*ONE 환상동화 (2주 연속) | 7월 - 7월 7일 (231회) - AB6IX 답을 줘 - 7월 14일 (232회) - SF9 여름향기가 날 춤추게 해 - 7월 21일 (233회) - 여자친구 Apple - 7월 28일 - 결방 8월 - 8월 4일 (234회) - 에이티즈 INCEPTION - 8월 11일 (235회) - 강다니엘 깨워 - 8월 18일 - 결방 (여자)아이들 덤디덤디 (DUMDi DUMDi]) - 8월 25일 - 결방 ITZY Not Shy 9월 - 9월 1일 (236회) - CRAVITY Flame - 9월 8일 (237회) - 러블리즈 Obliviate - 9월 15일 (238회) - 유아 숲의 아이 - 9월 22일 (239회) - 문빈&산하 Bad Idea - 9월 29일 - 결방 10월 - 10월 6일 (240회) - 더보이즈 The Stealer - 10월 13일 (241회) - 골든차일드 Pump It Up - 10월 20일 (242회) - 펜타곤 데이지 - 10월 27일 - 결방 11월 - 11월 3일 (243회) - 투모로우바이투게더 5시 53분의 하늘에서 발견한 너와 나 - 11월 10일 (244회) - 몬스타엑스 Love Killa - 11월 17일 (245회) - 여자친구 MAGO - 11월 24일 (246회) - 비투비 포유 Show Your Love 12월 - 12월 1일 - 결방 - 12월 8일 (247회) - NCT U 90's Love - 12월 15일 (248회) - IZ*ONE Panorama |

### 2021년
| 1월 - 1월 26일 (249회) - (여자)아이들 화(火花) 2월 - 2월 2일 (250회) - 골든차일드 안아줄게 - 2월 9일 - 결방 - 2월 16일 - 결방 - 2월 23일 (251회) - 강다니엘 Paranoia 3월 - 3월 2일 (252회) - 온앤오프 Beautiful Beautiful - 3월 9일 (253회) - ATEEZ 불놀이야 - 3월 16일 (254회) - 브레이브걸스 롤린 - 3월 23일 (255회) - 임영웅 별빛 같은 나의 사랑아 - 3월 30일 - 결방 4월 - 4월 6일 (256회) - 우주소녀 UNNATURAL - 4월 13일 (257회) - 아스트로 ONE - 4월 20일 (258회) - 강다니엘 Antidote - 4월 27일 (259회) - 미집계 결방 (하이라이트 방송) 5월 - 5월 4일 (260회) - ENHYPEN Drunk-Dazed - 5월 11일 (261회) - 하이라이트 불어온다 - 5월 18일 (262회) - 오마이걸 Dun Dun Dance - 5월 25일 (263회) - 오마이걸 Dun Dun Dance (2주 연속) 6월 - 6월 1일 (264회) - 에버글로우 FIRST - 6월 8일 (265회) - 투모로우바이투게더 0X1=LOVESONG (I Know I Love You) (Feat. Seori) - 6월 15일 (266회) - 하성운 스니커즈 - 6월 22일 (267회) - 브레이브걸스 치맛바람 - 6월 29일 - 결방 | 7월 - 7월 6일 (268회) - 이달의 소녀 PTT - 7월 13일 (269회) - 전소연 삠삠 - 7월 20일 - 결방 - 7월 27일 - 결방 8월 - 8월 3일 - 결방 - 8월 10일 (270회) - 아스트로 After Midnight - 8월 17일 (271회) - 더보이즈 Thrill ride - 8월 24일 (272회) - 투모로우바이투게더 LO$ER=LO♡ER - 8월 31일 (273회) - 이찬원 편의점 9월 - 9월 7일 (274회) - 프로미스나인 Talk & Talk - 9월 14일 (275회) - STAYC 색안경 - 9월 21일 - 결방 - 9월 28일 (276회) - NCT 127 Sticker 10월 - 10월 5일 - 결방 - 10월 12일 (277회) - WOODZ WAITING - 10월 19일 (278회) - ENHYPEN Tamed-Dashed - 10월 26일 (279회) - aespa Savage 11월 - 11월 2일 (280회) - 박지훈 Serious - 11월 9일 (281회) - 더보이즈 MAVERICK - 11월 16일 - 결방 - 11월 23일 (282회) - 몬스타엑스 Rush Hour - 11월 30일 (283회) - 몬스타엑스 Rush Hour (2주 연속) 12월 - 12월 7일 - 결방 - 12월 14일 (284회) - IVE ELEVEN |

### 2022년
| 1월 - 1월 25일 (285회) - fromis 9 DM 2월 - 2월 1일 - 결방 - 2월 8일 - 결방 - 2월 15일 - 결방 - 2월 22일 (286회) - 에이핑크 Dilemma 3월 - 3월 1일 (287회) - STAYC RUN2U - 3월 8일 (288회) - STAYC RUN2U (2주 연속) - 3월 15일 - 결방 - 3월 22일 (289회) - (여자)아이들 TOMBOY - 3월 29일 (290회) - 하이라이트 Daydream 4월 - 4월 5일 (291회) - 오마이걸 Real Love - 4월 12일 (292회) - IVE LOVE DIVE - 4월 19일 (293회) - IVE LOVE DIVE (2주 연속) - 4월 26일 (294회) - 드림캐쳐 MAISON 5월 - 5월 3일 (295회) - 미연 Drive - 5월 10일 (296회) - LE SSERAFIM FEARLESS - 5월 17일 (297회) - LE SSERAFIM FEARLESS (2주 연속) - 5월 24일 (298회) - 아스트로 Candy Sugar Pop - 5월 31일 - 결방 6월 - 6월 7일 (299회) - 조유리 러브 쉿! (Love Shhh!) - 6월 14일 - 결방 - 6월 21일 - 결방 - 6월 28일 (300회 특집) - 이달의 소녀 Flip That | 7월 - 7월 5일 (301회) - fromis 9 Stay This Way - 7월 12일 (302회) - ENHYPEN Future Perfect (Pass the Mic) - 7월 19일 (303회) - 청하 Sparkling - 7월 26일 (304회) - STAYC Beautiful Monster 8월 - 8월 2일 (305회) - ATEEZ Guerilla - 8월 9일 (306회) - ATEEZ Guerilla (2주 연속) - 8월 16일 - 결방 - 8월 23일 - 결방 - 8월 30일 (307회) - IVE After LIKE 9월 - 9월 6일 (308회) - IVE After LIKE (2주 연속) - 9월 13일 (309회) - 원어스 Same Scent - 9월 20일 (310회) - 원어스 Same Scent (2주 연속) - 9월 27일 - 결방 10월 - 10월 4일 (311회) - CRAVITY PARTY ROCK - 10월 11일 - 결방 - 10월 18일 (312회) - DKZ 호랑이가 쫓아온다 (THE SHOW in 경주) - 10월 25일 (313회) - (여자)아이들 Nxde 11월 - 11월 1일 - 결방 (이태원 참사 여파). - 11월 8일 - 결방 - 11월 15일 (314회) - 하이라이트 Alone (THE SHOW in Jeju) - 11월 22일 (315회) - 유아 Selfish |

### 2023년
| 2월 - 2월 21일 (316회) - STAYC / Teddy Bear - 2월 28일 (317회) - 이찬원 / 풍등 3월 - 3월 7일 - 결방 - 3월 14일 (318회) - CRAVITY / Groovy - 3월 21일 (319회) - 미집계 (더쇼 프리미엄 녹화 방송) - 3월 28일 (320회) - 김재환 / 봄바람 4월 - 4월 4일 (321회) - Billlie / EUNOIA - 4월 11일 - 결방 - 4월 18일 (322회) - IVE / I AM - 4월 25일 (323회) - 이기광 / Predator 5월 - 5월 2일 - 결방 - 5월 9일 (324회) - LE SSERAFIM (feat. Nile Rodgers) / UNFORGIVEN - 5월 16일 (325회) - 원어스 / ERASE ME - 5월 23일 (326회) - (여자)아이들 / 퀸카 (Queencard) - 5월 30일 (327회) - 드림캐쳐 / BONVOYAGE 6월 - 6월 6일 (328회) - AB6IX / LOSER - 6월 13일 (329회) - fromis 9 / #menow - 6월 20일 (330회) - ATEEZ / Bouncy (K-Hot Chilli Peppers) - 6월 27일 (331회) - ATEEZ / Bouncy (K-Hot Chilli Peppers) (2주 연속) | 7월 - 7월 4일 (332회) - 한승우 / Dive Into - 7월 11일 - 결방 - 7월 18일 (333회) - 제로베이스원 / In Bloom - 7월 25일 (334회) - 제로베이스원 / In Bloom (2주 연속) 8월 - 8월 1일 (335회) - 오마이걸 / 여름이 들려 (Summer Comes) - 8월 8일 (336회) - 권은비 / The Flash - 8월 15일 (337회) - 조유리 / TAXI - 8월 22일 - 결방 - 8월 29일 (338회) - STAYC / Bubble 9월 - 9월 5일 (339회) - 하이키 / SEOUL (Such a Beautiful City) - 9월 12일 (340회) - BOYNEXTDOOR / 뭣 같아 - 9월 19일 (341회) - 박재찬 / Hello - 9월 26일 - 결방 10월 - 10월 3일 - 결방 - 10월 10일 (342회) - 원어스 / Baila Conmigo |

### 2024년
| 2월 - 2월 20일 (343회) - TWS / 첫 만남은 계획대로 되지 않아 - 2월 27일 - 결방 3월 - 3월 5일 (344회) - CRAVITY / Love or Die - 3월 12일 (345회) - NCT WISH / WISH (Korean Ver.) - 3월 19일 (346회) - 하이라이트 / Body - 3월 26일 - 결방 4월 - 4월 2일 (347회) - ILLIT / Magnetic - 4월 9일 (348회) - ILLIT / Magnetic (2주 연속) - 4월 16일 (349회) - ONF / Bye My Monster - 4월 23일 (350회) - BOYNEXTDOOR / Earth, Wind & Fire - 4월 30일 - 결방 5월 - 5월 7일 (351회) - 솔라 / But I - 5월 14일 (352회) - tripleS / Girls Never Die - 5월 21일 (353회) - ZEROBASEONE / Feel the Pop - 5월 28일 (354회) - ZEROBASEONE / Feel the Pop (2주 연속) 6월 - 6월 4일 (355회) - ATEEZ / Work - 6월 11일 (356회) - WayV / Give Me That (Korean Ver.) - 6월 18일 - 결방 - 6월 25일 (357회) - RIIZE / Boom Boom Bass | 7월 - 7월 2일 (358회) - TWS / 내가 S면 넌 나의 N이 되어줘 - 7월 9일 (359회) - KISS OF LIFE / Sticky - 7월 16일 - 결방 - 7월 23일 - 결방 - 7월 30일 - 결방 8월 - 8월 6일 (360회) - 위클리 / LIGHTS ON 팬패스트 특집 - 8월 13일 - 결방 - 8월 20일 (361회) - fromis 9 / Supersonic - 8월 27일 (362회) - SF9 / Don't Worry, Be Happy 9월 - 9월 3일 (363회) - ZEROBASEONE / Good So Bad - 9월 10일 - 결방 - 9월 17일 - 결방 - 9월 24일 (364회) - P1Harmony / Sad Song 10월 - 10월 1일 - 결방 - 10월 8일 - 결방 - 10월 15일 (365회) - The Wind / 반가워, 나의 첫사랑 - 10월 22일 - 결방 - 10월 29일 (366회) - KISS OF LIFE / Get Loud 11월 - 11월 5일 (367회) - tripleS Visionary Vision / Hit The Floor - 11월 12일 (368회) - Kep1er / TIPI-TAP - 11월 19일 - 결방 - 11월 26일 - 결방 12월 - 12월 3일 (369회) - WayV / Frequency (Korean Ver.) |

### 2025년
| 3월 - 3월 4일 (370회) - ZEROBASEONE / BLUE - 3월 11일 (371회) - Hearts2Hearts / The Chase - 3월 18일 - 결방 - 3월 25일 (372회) - STAYC / Bebe 4월 - 4월 1일 (373회) - TEN / Stunner - 4월 8일 (374회) - CLOSE YOUR EYES / 내 안의 모든 시와 소설은 - 4월 15일 (375회) - izna / Sign - 4월 22일 - 결방 - 4월 29일 (376회) - TWS / 마음 따라 뛰는 건 멋지지 않아? 5월 - 5월 6일 - 결방 - 5월 13일 - 결방 - 5월 20일 (377회) - tripleS / 깨어 (Are You Alive) - 5월 27일 - 결방 6월 - 6월 3일 - 결방 - 6월 10일 (378회) - N.Flying / 만년설 - 6월 17일 (379회) - izna / Beep - 6월 24일 (380회) - 강다니엘 / Episode | 7월 - 7월 1일 (381회) - CRAVITY / Set Net G0?! - 7월 8일 (382회) - AHOF / 그곳에서 다시 만나기로 해 - 7월 15일 (383회) - CLOSE YOUR EYES / Snowy Summer - 7월 22일 - 결방 - 7월 29일 (384회) - WayV / Big Bands (Korean Ver.) 8월 - 8월 5일 - 결방 - 8월 12일 (385회) - EVNNE / How Can I Do - 8월 19일 (386회) - KiiiKiii / DANCING ALONE - 8월 26일 (387회) - |

## 수상 경력
- 2015년 제 9회 케이블TV 방송대상 문화 교류 부문 PP 작품 상

## 편성 변경 및 결방 사유

### 2014년
- 12월 23일: 2014년 연말 특집 방송으로 결방
- 12월 30일: 2014년 연말 특집 방송으로 결방

### 2015년
- 2월 17일: 설 특집으로 인해 더 쇼 초이스 미집계
- 2월 24일: 하이라이트 방송으로 대체함
- 5월 26일: Live 4 U 편성으로 인한 결방함
- 8월 4일: 스페셜 에디션 특집 방송으로 대체함
- 8월 11일: 2015 썸머 K-POP 페스티벌
- 8월 18일: 스페셜 에디션 특집 방송으로 대체함
- 9월 8일: 프로그램 편성 사정으로 인하여 결방함
- 11월 3일: 2015 아시아 문화 축제 방송으로 대체함.

### 2016년
- 2월 9일: 설 특집으로 인해 더 쇼 초이스 미집계
- 6월 7일: 더 쇼 시즌5 하이라이트로 대체
- 6월 21일, 6월 28일: 더 쇼 시즌 5 수원 K-pop 슈퍼 콘서트로 대체.
- 8월 5일 ~ 8월 21일: 《2016년 하계 올림픽》 사정으로 인한 결방함.
- 9월 27일, 10월 4일: 방송사 사정으로 인한 결방함.
- 12월 13일, 12월 20일, 12월 27일: 연말특집 방송으로 결방

### 2017년
- 2월 14일: 100회 특집 방송
- 5월 9일: 대통령 선거로 인한 결방
- 6월 6일: 현충일로 인한 결방
- 7월 18일: 상반기 결산 특집 방송
- 7월 25일: 보령 머드 축제 SBS MTV 더쇼 콘서트 특집 녹화 방송
- 8월 1일: 경남 진주 충무공동 진주종합경기장 SBS MTV ‘더쇼’ 여름특집 2탄
- 8월 15일: 광복절로 인한 결방
- 9월 5일, 9월 12일: 2017 인천 K-POP 콘서트(INK) 진행 관계로 인한 스페셜 방송
- 10월 3일, 10월 10일: 추석 특집으로 인한 결방
- 10월 31일: BOF 폐막식 특집 방송
- 11월 7일: BOF 레전드 스테이지 힙합 방송
- 12월 5일 ~ 12월 19일: 마스터키 재방송 대체 결방
- 12월 26일 : 2017 크리스마스 특집 더쇼 방송

### 2018년
- 1월 30일: 결방. 재방송으로 대체
- 2월 13일, 2월 20일: 《2018년 동계올림픽》 중계로 인한 결방
- 5월 15일: 결방. 재방송으로 대체
- 6월 19일: 방송사 사정으로 결방. 재방송 대체
- 7월 24일: 여름방학 영덕 특집 방송으로 인한 8시 방송
- 7월 31일: 방송사 사정으로 전 주 방송분 재방송 결방
- 8월 7일: 여름방학 특집 방송
- 8월 28일: 방송사 사정으로 결방. 전주 방송분 재방송
- 9월 25일: 2018 THE SHOW 평화콘서트 특집 방송
- 10월 9일: 2018 THE SHOW 평화콘서트 특집 방송
- 10월 23일: 2018 THE SHOW 평화콘서트 특집 방송
- 11월 6일: 방송사 사정 전 주 방송분 재방송 결방

### 2019년
- 2월 5일: 설 연휴로 인한 결방
- 4월 30일: 방송국 사정으로 인한 결방
- 5월 21일: 방송국 사정으로 인한 결방
- 7월 23일: 방송국 사정으로 인한 결방
- 8월 20일: 더쇼 200회 특집 방송으로 진행
- 9월 3일: 포항 특집 방송으로 9월 1일 녹화방송으로 대체
- 11월 19일: 방송국 사정으로 인한 결방

### 2020년
- 3월 10일: 방송국 사정으로 인한 결방
- 4월 7일, 4월 14일: 코로나 19 확산 방지 및 아티스트 보호로 인한 결방
- 5월 19일: Trip to K-Pop 방송으로 결방
- 7월 28일: 방송국 사정으로 인한 결방
- 8월 18일: 방송국 사정으로 인한 결방
- 8월 25일: 코로나 19 확산 방지 및 아티스트 보호로 인한 결방
- 9월 29일: 추석 연휴로 인한 결방
- 10월 27일: 방송국 사정으로 인한 결방
- 12월 1일: 코로나 19 확산 방지 및 아티스트 보호로 인한 결방

### 2021년
- 2월 9일: 설 특집 하이라이트 방송
- 2월 16일: 방송국 사정으로 인한 결방
- 3월 30일: 방송국 사정으로 인한 결방
- 4월 27일: 브레이브걸스 특집 더 쇼 방송으로 대체
- 6월 29일: 방송국 사정으로 인한 결방
- 7월 20일 ~ 8월 3일: 올림픽 진행으로 인한 결방
- 9월 21일: 추석 연휴로 인한 결방
- 10월 5일: 방송국 사정으로 인한 결방
- 11월 16일: 방송국 사정으로 인한 결방
- 12월 7일: 방송국 사정으로 인한 결방

### 2022년
- 2월 1일: 설 특집 하이라이트 방송
- 2월 8일, 2월 15일: 2022년 동계올림픽 중계로 결방.
- 3월 15일: 방송사 사정으로 인한 결방
- 5월 31일: 방송사 사정으로 인한 결방
- 6월 14일, 6월 21일: 방송사 사정으로 인한 결방
- 8월 16일, 8월 23일: 방송사 사정으로 인한 결방
- 9월 27일: 방송사 사정으로 인한 결방
- 10월 11일: 방송사 사정으로 인한 결방
- 10월 18일: THE SHOW in 경주 특집 방송.
- 11월 1일, 11월 8일: 이태원 압사 참사의 여파로 인한 결방.

### 2023년
- 3월 7일 : 방송사 사정으로 인한 결방
- 3월 21일 : 더쇼 프리미엄 녹화 방송으로 대체.
- 4월 11일 : 방송사 사정으로 인한 결방
- 5월 2일 : 방송사 사정으로 인한 결방
- 7월 11일 : 방송사 사정으로 인한 결방
- 8월 22일 : 방송사 사정으로 인한 결방
- 9월 26일, 10월 3일 : 2022 항저우 아시안 게임 중계방송으로 인한 결방.

### 2024년
- 2월 27일 : 방송사 사정으로 인한 결방
- 3월 26일 : 보이 그룹 특집 방송으로 인한 결방
- 4월 30일 : 방송사 사정으로 인한 결방
- 6월 18일 : 방송사 사정으로 인한 결방
- 7월 16일 ~ 7월 30일 : 방송사 사정으로 인한 결방
- 8월 13일 : 방송사 사정으로 인한 결방
- 9월 10일, 9월 17일 : 방송사 사정으로 인한 결방
- 10월 1일, 10월 8일 : 방송사 사정으로 인한 결방
- 10월 15일 : 《더 쇼 가을소풍 in 금산》 특집 녹화 방송으로 대체.
- 10월 22일 : 방송사 사정으로 인한 결방
- 11월 19일, 11월 26일 : 방송사 사정으로 인한 결방

### 2025년
- 3월 18일 : 방송사 사정으로 인한 결방
- 4월 22일 : 방송사 사정으로 인한 결방
- 5월 6일, 5월 13일 : 방송사 사정으로 인한 결방
- 5월 27일 : 방송사 사정으로 인한 결방
- 6월 3일 : 대한민국 제21대 대통령 선거일로 인한 결방
- 7월 22일 : 방송사 사정으로 인한 결방
- 8월 5일 : 방송사 사정으로 인한 결방

## 같이 보기
- 더 쇼 팬 PD
- 더 트롯 쇼

## 관련 음악 프로그램
- 쇼 챔피언 (MBC M) - 수요일
- 엠카운트다운 (엠넷) - 목요일
- Simply K-Pop (아리랑국제방송) - 금요일
- 뮤직뱅크 (KBS 2TV) - 금요일
- 쇼! 음악중심 (MBC TV) - 토요일
- SBS 인기가요 (SBS TV) - 일요일